# Schrankogel
Der Schrankogel (in der Alpenvereinskarte Schrankogl) ist mit 3497 m ü. A. der zweithöchste Berg in den Stubaier Alpen. Er liegt östlich von Längenfeld am Ende des Sulztals, eines Seitentals des Ötztals in Tirol. Die Nordostseite des Schrankogels ist von einer steilen Firnflanke zum Schwarzenbergferner hinab geprägt, von allen anderen Seiten hat der Schrankogel felsigen Charakter.
Bereits am 20. September 1821 stieg der Botaniker Hargasser bis knapp unterhalb des Gipfels. Die Erstbesteigung glückte dann um 1840 Pfarrer Schöpf.
Ausgangspunkt für eine Besteigung des Schrankogels aus dem Ötztal ist die westlich gelegene Amberger Hütte (2135 m). Von dort gibt es zwei Routen, die in etwa 5 Stunden ohne Gletscherberührung zum Gipfel führen und sich zu einer Rundtour verbinden lassen: Ein markierter Steig führt über das Hohe Egg (2820 m) wenig schwierig (UIAA I), eintönig und nur am Schluss ausgesetzt auf den Gipfel. Abwechslungsreicher ist die Route auf der orografisch rechten Seitenmoräne des Schwarzenbergferners entlang zum Ostgrat des Schrankogels und über diesen gut markierten und teilweise ausgesetzten Schnee-, Eis- oder Felsgrat zum Gipfel. Über den Ostgrat verläuft auch der Anstieg zum Schrankogel aus dem Stubaital über die Franz-Senn-Hütte (2147 m).  Dieser Anstieg erfordert ab Hütte 5–6 Stunden Zeit, Gletschererfahrung und entsprechende Ausrüstung, da er zunächst über den Alpeiner Ferner und anschließend über den Schwarzenbergferner führt.

## Aussicht
Der frei stehende und seine nähere Umgebung deutlich überragende Berg ermöglicht bei entsprechendem Wetter eine exzellente Aussicht: Diese reicht im Osten bis zu Watzmann, Hochkönig, Dachstein, Großes Wiesbachhorn, Großglockner, Großvenediger, Dreiherrenspitze und den Dolomiten (z. B. Drei Zinnen). Im Südwesten und Westen stehen zwar die teilweise höheren Ötztaler Alpen, dennoch gibt es zwischen deren Gipfeln Durchblicke zur Ortler- und Berninagruppe, dem Piz Ela, dem 150 km entfernten Pizzo Tambo, zum Tödi, zur Silvretta, zum Rätikon und Verwall. Der Schrankogel ist auch von München oder Jenbach zu sehen.